# 江蘇省宝応中学
江蘇省宝応中学（中国語: 江苏省宝应中学、英語: Baoying High School of Jiangsu Province）は、 中国江蘇省揚州市宝応県にある中等教育学校。略称は「宝応中学」、「宝中」、「省宝中」。学校の前身は1928年（ 中華民国17年）に誕生した宝応県中学で、後に私立画川中学、翔宇教育グループ宝応県中学から江蘇省宝応中学へと学校名を変更。2006年、江蘇省教育庁から江蘇省の四星級高校に選んた。